# Lago Flachsee
O Lago Flachsee É um lago artificial com origem no Rio Reuss em Rottenschwil, ao sul de Bremgarten na região de Aargau, Suíça. O reservatório foi formado após a construção de uma barragem Bremgarten-Zufikon, em 1975. 
A área do lago em superfície é 0,72 km².